# Мир искусства (объединение)
«Мир иску́сства» (рус. дореф. «Міръ искусства»; отдельные участники общества известны как «мириску́сники», иногда — «мирискусственики») — историческое художественное объединение в Санкт-Петербурге — Петрограде — Ленинграде, одна из самых влиятельных творческих группировок Серебряного века, с перерывом действовавшая в 1898–1927 годах.

## Предпосылки создания общества
Художественная жизнь в Российской империи в конце 1890-х годов усложнилась и приобрела новую красочность и неоднозначность. На авансцену художественной жизни вышло новое поколение художников, разочарованных в официально поддерживаемом академизме и критически относящихся к демократическому по направлению обществу передвижников.
Новое художественное общество возникло в Санкт-Петербурге и первоначально соединило нескольких молодых людей (Александр Бенуа, Сергей Дягилев и Дмитрий Философов — юристы по первому образованию, учившиеся в Петербургском университете).
Художников объединяла тяга к ретроспективизму, поиски идеалов в искусстве эпохи Петра I, в барокко середины XVIII века, в ампире времён Павла I. Поиски идеалов в искусстве предыдущих веков логично повернули деятелей общества к переоткрытию художественного значения и наследия барокко, российского рококо, раннего классицизма XVIII века, ампира и культуры русской усадьбы, к переоткрытию художественного значения старинной архитектуры, графики, фарфора, которые находились в состоянии кризиса или стагнации. Установки молодых художников имели признаки дворянской культуры и уважения к культурному достоянию Западной Европы.
Критик В. В. Стасов постоянно полемизировал с представителями нового объединения, видя в них представителей декаданса.
Компромиссные позиции выработала Петербургская Академия художеств, руководство которой тоже чувствовало кризисное состояние позднего классицизма и омертвение академизма. Именно из-за этого Петербургскую Академию художеств покинули, не завершив курса, Александр Бенуа и Константин Сомов. Лев Бакст учился в Академии полуофициально как вольнослушатель.

## Бенуа и журнал «Мир искусства»
В 1894 году Александр Бенуа начал свою карьеру теоретика и историка искусства, написав раздел о русских художниках для немецкого сборника «История живописи XIX века». В 1896—1898 годах и 1905—1907 годах он работал во Франции. Он стал одним из организаторов и идеологов художественного объединения «Мир искусства», участвовал в новом художественном издании, имевшем то же название — «Мир искусства». Подготовка первого номера велась, когда Бенуа уехал во Францию, работой руководил Дягилев и его брат Дмитрий  Философов  для чего тот заручился средствами княгини Тенишевой и московского мецената Саввы Мамонтова. На короткий срок издание было приостановлено, на что повлияли конфликт с Тенишевой и банкротство Саввы Мамонтова. На помощь, чтобы спасти издание, пришёл влиятельный художник В. А. Серов, который позаботился о предоставлении журналу личной финансовой поддержки императора Николая II. Секретарём редакции издания был Д. Философов.

## История
Основателями  журнала «Мир искусства» стали А. Н. Бенуа, С. П. Дягилев, Д. В. Философов при финансовом содержании княгини М. К. Тенишевой и С. И. Мамонтова. Дягилев ещё с 1896 года обдумывал идею создания художественного журнала, «подобного английскому Studio».
Объединение громко о себе заявило, организовав «Выставку русских и финских художников» в 1898 году в Музее центрального училища технического рисования барона А. Л. Штиглица.
Классический период в жизни объединения пришёлся на 1900—1904 годы — в это время для группы было характерно особое единство эстетических и идейных принципов. 24 февраля (8 марта)  1900 года в редакции журнала «Мир искусства» состоялось собрание участников выставок журнала, на котором присутствовали следующие художники: Л. Бакст, А. Бенуа, И. Билибин, И. Браз, И. Вальтер, Ап. Васнецов, Н. Досекин, Е. Лансере, И. Левитан, Ф. Малявин, М. Нестеров, А. Обер, А. Остроумова, В. Пурвитис, Ф. Рушиц, С. Светославский, К. Сомов, В. Серов, Я. Ционглинский, а также издатель-редактор журнала С. Дягилев. Были выработаны главные основания организации будущих выставок и избран распорядительный комитет по устройству следующей, уже третьей, выставки в январе — феврале 1901 года; в него вошли В. Серов, А. Бенуа и С. Дягилев. Иллюстрированный журнал «Мир искусства» выпускался издательством Голике и Вильборг, обеспечившим высокое качество печати иллюстраций.
После 1904 года объединение фактически прекратило свое существование. В 1904—1910 годах большинство членов «Мира искусства» входило в состав «Союза русских художников». На учредительном собрании 19 октября (1 ноября)  1910 года художественное общество «Мир искусства» было возрождено (председателем избран Н. К. Рерих), объединение расширилось и утратило идейное единство.
После Октябрьской революции 1917 года многие его деятели были вынуждены эмигрировать. Объединение фактически прекратило существование к 1924 году. Последняя выставка «Мира искусства» проходила в Париже в 1927 году.
Княгиня М. К. Тенишева:

Я считала непростительным пользоваться нашим журналом для травли людей, давно заслуживших себе имя, оценённых обществом, много сделавших для русского искусства, как, например, Верещагин, которому надо быть благодарным хотя бы за то, что он ввёл в России батальный жанр

Дягилев становился всё смелее и смелее. Понемногу он и его приятели прекратили визиты в „конспиративную“ квартиру и стали собираться на квартире Дягилева и там сочинять свои хроники, вышучивая и высмеивая всех и вся, задевая людей за самые чувствительные струны.

Спустя несколько лет… я выработала новую программу, поставила Дягилеву известные условия, желая прежде всего придать журналу более национальный характер, оставить постоянные и неумеренные каждения перед западным искусством и заняться поощрением своего, русского, в частности прикладным искусством.

Вскоре вышло объявление в газетах о принятии подписки на журнал с моим участием как издательницы. В списке сотрудников я прочла имя А. Бенуа. Дягилев и на этот раз нарушил наше условие и, как и прежде, не стеснялся со мной. Тогда я немедленно поместила в той же газете объявление, что никакого участия в журнале не принимаю и принимать не буду. Это и было смертью «Мира искусства».

## Философско-эстетические взгляды

### Этическое и эстетическое
Для мирискусников и их единомышленников было свойственно однозначное разграничение этической и эстетической сфер. Эта же тема задевает важный вопрос о цели искусства и его мотивации. В искусство не может быть насильно привнесена этическая составляющая.
Вообще всякое насилие над художественным произведением, принудительное навязывание ему целей извне противоречит свободе и независимости искусства, сводя его к «мещанской формуле», тем самым незаконно порабощая. «Кто может отрицать общественное значение искусства…; но требование отзывчивости искусства на наши заботы, занятия и волнения — очень опасная вещь…». Таким образом, творческий процесс можно назвать непроизвольной актуализацией идей, уже вложенных в зачатки истинного искусства, фигурой человеческого гения в образах.
«Безнравственное» искусство, то есть которое не содержит в себе какой-либо ориентации на нравственность вообще, остаётся искусством. Но при этом то, что создавалось лишь с целью безнравственного воздействия, искусством не является. «Проповедуя вместо искусства какое-то упражнение в добродетели, надо совершенно выделить эту деятельность из области эстетики и предоставить ей удовольствие процветать в сфере морально-педагогических нотаций, оставив в покое далекое и чуждое ей художество».
Отсюда происходит и критика передвижников. Собственно, их и называют «псевдо-реалистами» или «декадентами реализма». Мирискусники считают передвижников носителями описанных выше, «утилитаристских» взглядов на искусство. «Псевдо-реалисты», исходя из установки навязывания художественному некоторых внешних установок (отражение «истинной» действительности с моральным подтекстом), отвергают на этих принципах традиционные техники и формы академизма. Оригинальность, приписываемая этому явлению, является, с точки зрения мирискусников, напускной, при этом лишённой всякой искренности (в эстетическом смысле).

### Определение красоты
В своём видении красоты члены объединения избегают двух крайних, диаметрально противоположных мнений: 1) природа как красота является единственным источником всякого творчества; 2) основание эстетики лежит сугубо в воображении человека. Оба этих взгляда одновременно имеют место, но отдельно друг от друга не исчерпывают своего предмета и в конечном итоге приходят к, по сути, отрицанию искусства. Первый — путём предпочтения искусству действительности (следовательно, сводится к утилитаризму), второй — требованием смотреть на идеализацию как на нечто реальное и досягаемое. Так же ни природа сама по себе, ни воображение как начала красоты не являются её причиной. Они служат лишь средством её проявления.
От искусства требуется расстановка акцентов, выделение некоторой индивидуальности, самого важного. Поэтому центральным источником красоты является личность творца: «…он должен нас ввести в своё царство, показать ясно, реально те образы, которые без него закрыты для нас». Только художник способен дать идее её реальное воплощение. Человеческая личность представляет собой концентрацию творческой силы и соединяет в себе оба начала красоты, качественно превосходя их: «Высшее проявление личности вне всякой зависимости от того, в какую форму оно выльется, есть красота в области человеческого творчества…»; «Красота в искусстве есть темперамент, выраженный в образах…». Поэтому все художественные произведения, прежде всего, являются результатом самовыражения творца и не существуют без этой идеи самовыражения.
Более того, вся история искусства заключается в развитии художественной личности. Даже учитывая отсутствие индивида самого по себе в Древности и Средневековье, мы можем оправданно и вполне законно представить цельную эпоху как индивида.

### Эстетическая оценка
Мирискусники видели чёткую разницу между оценкой и познавательной деятельностью. Находясь в сфере эстетики важно понимать, что оценочные суждения как таковые не носят познавательного характера. Поэтому мирискусники считали «научную критику», проявлявшуюся в различного рода классификациях, определениях и подобной микроскопической работе, несоотносимой с художественной оценкой произведения искусства. Иначе говоря, оно не может быть истинным или ложным, как и его определённая трактовка: «Мы, конечно, не проповедники лжи, но мы и не рабы правды… Мы прежде всего жаждущее красоты поколение».
Первую они связывали с тенденцией, появившейся ещё во времена французского просвещения и, опять же, связанной с утилитаризацией искусства. У такой оценки существует много проблем, которые она неспособна разрешить, например — вопрос об относительной ценности таланта.
Вторая основана на особом отношении творца и «нас», воспринимающих. Однако суть эстетической оценки не в том, чтобы рецепиент «растворился» в художественном произведении. Напротив, он обнаруживает в нём своё «я», тем самым видя себя в личности художника.
Несмотря на кажущуюся субъективность данного критерия, он имеет достаточно объективный характер. Это зависит от степени общности взглядов. Так, истинные произведения искусства, отражающие гениальность творца, остаются в истории, будучи незабвенными. Чем ближе личность творца к воспринимающему, тем выше эстетическая оценка произведения.

Произведение искусства важно не само по себе, а лишь как выражение личности творца.
— «Мир искусства»